# Manoir d'Ispoinen
Le manoir d'Ispoinen (en finnois : Ispoisten kartano) est un manoir situé dans le quartier Katariina à Turku en Finlande.

## Présentation
Son bâtiment principal actuel date de 1784, mais l'histoire du manoir remonte au moins au XVe siècle. 
Du XVe au XVIIIe siècle, le manoir d'Ispoinen était une ferme dont les habitants s'occupaient du bétail du propriétaire de la ferme.
Dans les années 1658-1676, le manoir d'Ispoinen était dirigé par le conseiller et amiral Lorentz Creutz, qui possédait également de nombreuses autres fermes.
En 1742, Henrik Hassel, professeur d'éloquence à l'Académie de Turku, devient propriétaire du manoir.
En 1783, le manoir d'Ispoinen devient la propriété du conseiller Arndt Johan Winter, et le bâtiment principal actuel est construit.
Dans les années 1910, Erik Rafael Ahlström le fils de l'industriel Antti Ahlström devient propriétaire du manoir, un jardin est créé et le bâtiment principal est agrandi et rénové.
Le salon du logement de 1988 s'est tenu dans le quartier résidentiel de Katariinanlaakso construit à côté du manoir.
À cette époque, une nouvelle maison de retraite est construite à côté du manoir et le manoir est rénové. 
En 2012, la maison de retraite a quitté le bâtiment et la Fondation de l'Armée du Salut a vendu le bâtiment à Ispoisten kartano Oy, une société immobilière fondée par Nina et Rami Arvonen en 2015. 
Le bâtiment a été rénové pour accueillir le jardin d'enfants Vilske,.